# Esauł

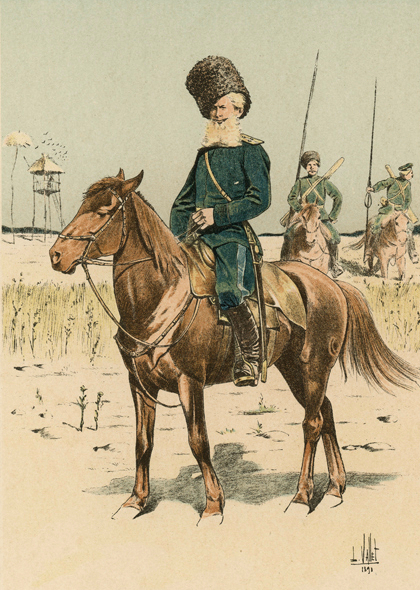
Kozacki esauł na patrolu (ilustracja Louisa Valleta, 1893)

Esauł, asauł (z tur. jasauł) – stopień oficerski w wojskach kozackich carskiej Rosji.
Od 1576 r. w wojskach kozackich z okresu carskiego była to ranga (stopień) i zarazem stanowisko (esauł generalny, marszowy, staniczny, sotenny, pułkowy, artyleryjski itp.). W latach 1798-1800 zrównano go w kawalerii z rangą rotmistrza.   
Ogólnie określano tak również dowódcę oddziału kawalerii w wojsku kozackim albo tatarskim. W dawnym wojsku polskim odpowiadał husarskiemu namiestnikowi. U Kozaków zaporoskich osauł (także asauł, asauła, asawuł) był adiutantem atamana koszowego. 
Na Rusi określenie to odnoszono także do strażnika polowego (dozorcy) lub włodarza.